# Капська гірська зебра
Капська гірська зебра (Equus zebra zebra) — номінальний підвид гірської зебри, що зустрічається в деяких гірських регіонах Західної та Східної Капської провінцій Південної Африки.
Це найменший з усіх існуючих видів зебр, а також найобмеженіший географічно. Хоча свого часу популяція майже була доведена до вимирання, в наш час її збільшено кількома методами збереження, і МСОП класифікує її як вразливу.

## Таксономія
Капська гірська зебра — один із двох географічно відокремлених підвидів виду Equus zebra (гірська зебра), інший — гірська зебра Гартмана ( Equus zebra hartmannae ). Капська гірська зебра колись розглядалася як окремий вид від гірської зебри Гартмана на основі таксономічних даних , але завдяки новим геномним даним,  дві популяції тепер перекласифіковані як підвиди Equus zebra.

## Зовнішній вигляд

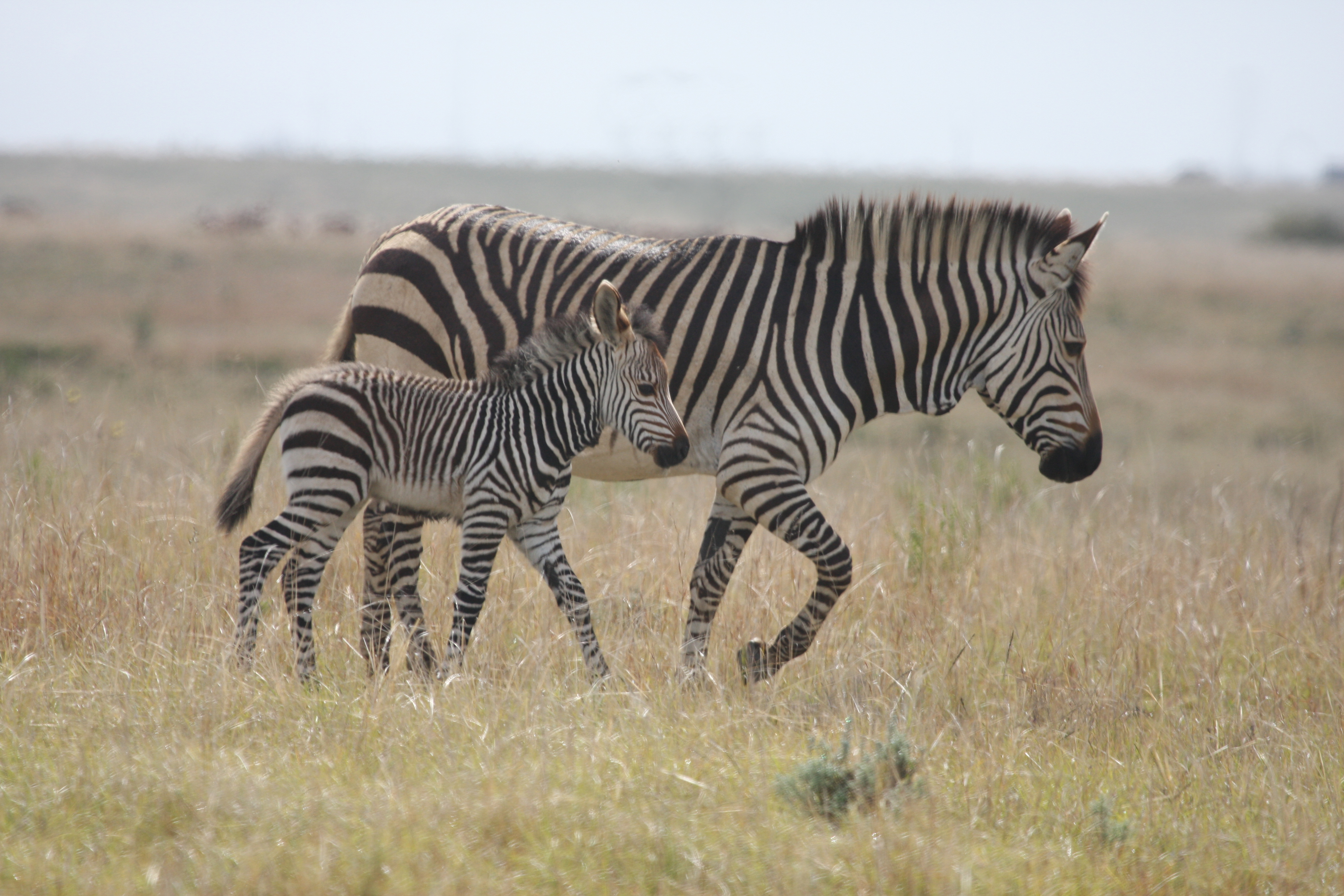
Капська гірська зебра

Як і всі зебри, капська гірська зебра має характерний чорно-білий візерунок, унікальний для кожної особини. Як і гірські зебри Гартмана, вона середнього розміру, має вужчі копита, ніж звичайна рівнинна зебра, і має біле черевце, як у зебри Греві.

### Фізичні властивості
Капська гірська зебра 116-128 см у висоту та важить 234-255 кг. Смуги капської зебри вужчі, ніж у двох інших видів зебри, хоча й трохи ширші, ніж у підвиду Гартмана. Найвужчі смуги на голові, потім на тілі. Ззаду смуги ширші, але без «тіньових смуг», які можна побачити у зебри рівнинної. Смуги на задніх ногах ширші, ніж на передніх, і тривають аж до копит. Живіт білий, без смуг.
Історично капська гірська зебра зустрічалася в гірських регіонах Капської провінції Південної Африки. Сьогодні вони обмежені декількома гірськими заповідниками та національним парками: головним чином Національним парком гірської зебри, а також гірським заповідником Гамка та Національним парком Кару та іншими. Як випливає з назви, капська гірська зебра, зустрічається на схилах і плато гірських регіонів, і їх можна знайти до 2000 м над рівнем моря. 

## Екологія та поведінка
Капська гірська зебра (як і підвид Гартмана) веде переважно денний або сутінковий спосіб життя, і найактивніша рано вранці та з пізнього дня до заходу сонця.
Капська гірська зебра є травоїдною твариною. Надає перевагу більш зеленим рослинам. Було виявлено, що в посушливих середовищах існування, таких як фінбош, гірська зебра також харчується молодими пагонами рестіо, а також підземними бульбами та цибулинами. Зазвичай уникають низькорослих, дуже грубих, дрібних стеблових трав, а також листя, що відмирає. Було помічено, що капський підвид харчується на досить високому рівні від землі. Це означає, що збільшення чисельності, таких тварин як спрингбок, зменшить висоту трави до рівня, нижчого за висоту харчування зебри, що може мати згубні наслідки для популяції.

### Соціальна структура
Капська гірська зебра не є територіальною твариною, вона живе у невеликих групах двох типів: груп розмноження та холостяків. Племінне стадо складається з статевозрілого жеребця і до п'яти кобил з лошатами. Жеребці, без кобил, об'єднуються в групи холостяків.  Лошата залишають стада за власним бажанням у віці приблизно 22 місяців, і на відміну від підвиду Гартмана, чиї кобили витісняють лошат, жеребці капського підвиду фактично намагаються перешкодити їм піти.
Якщо два племінних стада зустрічаються, жеребці кожного стада підходять один до одного і виконують складний ритуал: тертя тіла і торкання носів. Ієрархія домінування існує, але, ймовірно, не корелюється з лідерством, яке обирається випадковим чином. Було помічено, що соціальна ієрархія може змінюватися через народження лоша: будучи плідними, кобили з нижчим рангом можуть загрожувати статусу старших, кобили з новонародженими лошатами дуже агресивні до інших членів стада.

## Розмноження

Молоде лоша капської гірської зебри

Розмноження відбувається протягом року з піком народжуваності в грудні-лютому (влітку) і періодом вагітності триває 1 рік. Новонароджене лоша важить 25 кг, їх відлучають через 10 місяців. Самці-холостяки досягають статевої зрілості в 5-6 років, коли вони здатні стати табунними жеребцями, тоді як кобили народжують своїх перших лошат в 3-6 років і можуть залишатися репродуктивно активними приблизно до 24 років. 

## Природоохоронний статус і загрози
Через надмірне і тривале полювання та руйнування середовища проживання в Південній Африці, популяція капської гірської зебри значно скоротилася за останні 300 років. Попри те, що колись підвид був класифікований як зникаючий, наразі його внесено до Червоного списку МСОП як вразливий за критерієм D1: його популяція дуже мала й обмежена менш ніж 997 дорослими особинами. Він також внесений до Додатку II CITES через те, що знаходиться під загрозою зникнення. Загальна популяція наразі оцінюється приблизно в 497 статевозрілих особин, з низькою генетичною варіативністю, що вказує на фрагментацію та дрейф популяції. Тому змішування аборигенних популяцій використовується як стратегія управління, щоб спробувати уникнути подальшої втрати різноманітності.
Загрози, з якими досі стикаються капські гірські зебри, це перетворення середовищ існування на сільськогосподарські угіддя, конкуренція з домашньою худобою, полювання та потенційне схрещування двох підвидів.
Попри збільшення метапопуляції капської гірської зебри внаслідок зростання популяцій на державних природоохоронних територіях, є причини для занепокоєння щодо природоохоронного статусу .

### Запобігання вимирання
Хоча капська гірська зебра ніколи не була  поширеною, історично зустрічалася в гірських хребтах південної Капської провінції Південної Африки. Однак до 1922 року вважалося, що лише 400 особин вижили.
Уряд створив Національний парк гірської зебри, але його невелика популяція вимерла в 1950 році. Того ж року почалася реінтродукція з сусідніх залишкових популяцій. У 1950 році з сусідньої ферми було подаровано одинадцять тварин, а в 1964 році додалося ще одне невелике стадо. До кінця 1960-х років загальна кількість тварин становила лише 140 особин, але до 1979 року зросла до 200, причому 75% тварин проживали в Національному парку гірської зебри. У 1984 році популяція повернулася до 400 особин. З тих пір кілька зебра була повторно інтродуковані в частину Національного парку Столова гора. Сьогодні популяція капської гірської зебри оцінюється у 2500 особин, проте лише 20% цієї чисельності складають статево зрілі особини.